# 二甲氨苯酸辛酯
二甲氨苯酸辛酯，俗称帕地马酯O（英語：Padimate O）是一种有机化合物，为对氨基苯甲酸（PABA）衍生物，可吸收紫外线，常用于防晒剂中。为淡黄色油状液体，不溶于水，由2-乙基己醇与二甲氨基苯甲酸发生酯化反应得到。

## 光生物学
二甲氨苯酸辛酯可以吸收中波紫外光（UVB，波长315–280 nm），防止紫外线对DNA造成直接损伤。但吸收紫外光后产生的激发态二甲氨苯酸辛酯会与DNA反应造成间接损伤，产生电离辐射类似的伤害效果。1993年一项针对酵母的体外研究证实二甲氨苯酸辛酯会产生光诱导的致突变性。作为米氏酮衍生物，二甲氨苯酸辛酯同样被认为和米氏酮一样对小鼠产生光致癌性。
然而，在众多在无毛小鼠上展开的局部活体实验证实二甲氨苯酸辛酯没有致癌性，而且二甲氨苯酸辛酯可以减少和延缓紫外线诱发的皮肤肿瘤的出现。